# Pseudobrookite
La pseudobrookite (simbolo IMA: Pbrk) è un minerale dell'omonimo gruppo di minerali appartenente alla famiglia degli "ossidi e idrossidi"; la sua composizione chimica è (Fe3+2Ti)O5.

## Etimologia e storia
L'analisi e la prima descrizione furono effettuate nel 1878 da Antal Koch (1843–1927), che diede al minerale il nome di pseudobrookite dalla parola greca ψευδής ('pseudòs', falso) e alla sua relazione con il minerale brookite.
La pseudobrookite è stata scoperta per la prima volta a Măgura Uroiului, nei pressi dell'omonimo villaggio, circa 3 km a nord-est della città di Simeria, nel distretto di Hunedoara in Romania.
La pseudobrookite era nota e riconosciuta come specie minerale indipendente molto prima della fondazione dell'Associazione Mineralogica Internazionale (IMA). Ciò conferirebbe teoricamente alla pseudobrookite lo status di minerale grandfathered. In una pubblicazione del 1988 la composizione chimica del minerale è stata ridefinita.

## Classificazione
La classica nona edizione della sistematica dei minerali di Strunz, aggiornata dall'Associazione Mineralogica Internazionale fino al 2009, elenca la pseudobrookite nella classe "4. Ossidi (idrossidi, V[5,6] vanadati, arseniti, antimoniti, bismutiti, solfiti, seleniti, telluriti, iodati)" e nella sottoclasse "4.C Metallo:Ossigeno = 2:3, 3:5 e simili"; questa viene più finemente suddivisa in base alle dimensioni dei cationi coinvolti, in modo tale da trovare la pseudobrookite "4.CB Con cationi di media dimensione" dove insieme ad armalcolite e mongshanite forma il sistema nº 4.CB.15.
Tale classificazione viene mantenuta anche nell'edizione successiva, proseguita dal database "mindat.org" e chiamata Classificazione Strunz-mindat, nella quale la pseudobrookite è in compagnia di minerali diversi: armalcolite, ferropseudobrookite, griffinite e sassite.
Nella Sistematica dei lapis (Lapis-Systematik) di Stefan Weiß la pseudobrookite si trova nella classe degli "ossidi" e nella sottoclasse degli "ossidi con rapporto metallo:ossigeno = 2:3 (M2O3 e composti correlati)" dove forma il sistema nº IV/C.24 insieme ad armalcolite, pseudorutilo, kleberite e tietaiyangite.
Anche la classificazione dei minerali secondo Dana, usata principalmente nel mondo anglosassone, elenca la pseudobrookite nella famiglia degli "ossidi e idrossidi"; qui è nella classe degli "ossidi multipli" e nella sottoclasse degli "ossidi multipli con formule diverse" dove forma il sistema nº 07.07.01 insieme ad armalcolite.

## Abito cristallino
La pseudobrookite cristallizza nel sistema ortorombico nel gruppo spaziale Bbmm con i parametri di cella a = 9,7965(25) Å, b = 9,9805(25) Å e c = 3,7301(1) Å, oltre ad avere 4 unità di formula per cella unitaria.

## Modificazioni e varietà
Una varietà di pseudobrookite ricca di magnesio è la kennedyite, chiamata in questo modo nel 1961 da Oleg von Knorring e Keith Gordon Cox in onore di William Quarrier Kennedy (1903 - 1979), geologo per il "Geological Survey of Great Britain" e professore di geologia all'Università di Leeds; è stata considerata specie minerale indipendente fino al suo declassamento nel 1988 da parte dell'Associazione Mineralogica Internazionale.

## Origine e giacitura
La pseudobrookite si forma tipicamente da processi pneumatolitici in andesite ricca di titanio, riolite, basalto e da reazioni con xenoliti al loro interno. Si forma anche in litofisarie e raramente anche in rocce plutoniche. La paragenesi è con apatite, berillo, bixbyite, cassiterite, ematite, enstatite-ferrosilite, ilmenite, magnetite, mica, quarzo, sanidino, spessartina, topazio e tridimite.
La pseudobrookite è stata trovata in numerose località sparse per il mondo. Qui si ricorda solo la sua località tipo, la collina di Uroi (45.86049°N 23.04442°E) presso Simeria (nel distretto di Hunedoara in Romania).

## Forma in cui si presenta in natura
In cristalli prismatici o tabulari molto allungati di dimensioni fino a 7 cm.
Il piano tabulare si sviluppa secondo {100} e allungato secondo {001}, a volte prismatici e aghiformi secondo {001}, {100} e hk0}, striato secondo {001}.
Il minerale è da trasparente a opaco, con lucentezza da adamantina, a grassa, a metallica; il colore è nero brunastro, marrone rossastro o nero, il colore del suo striscio va dal marrone rossastro al giallo ocra.

## Caratteristiche chimico-fisiche
La pseudobrookite presenta fratturazione irregolare rispetto ai piani cristallini; ha una densità media di 4,4 g/cm³ e una durezza corrispondente a 6 sulla scala di Mohs. Non è né radioattiva, né magnetica. Il pleocroismo è debole e di colore marrone-giallastro lungo {\displaystyle x}, marrone lungo {\displaystyle y} e marrone-rossastro lungo {\displaystyle z}.
Inoltre:
- Solubile in acido cloridrico (HCl), acido fluoridrico (HF) e acido solforico (H2SO4) a caldo[3]
- Densità di elettroni: 4,19 gm/cc[5]
- Indice di fermioni: 0,03[5]
- Indice di bosoni: 0,97[5]
- Fotoelettricità: 17,92 barn/elettroni[5]
- Massima birifrangenza: δ = 0.070[4]